# Historisches Museum der Färöer

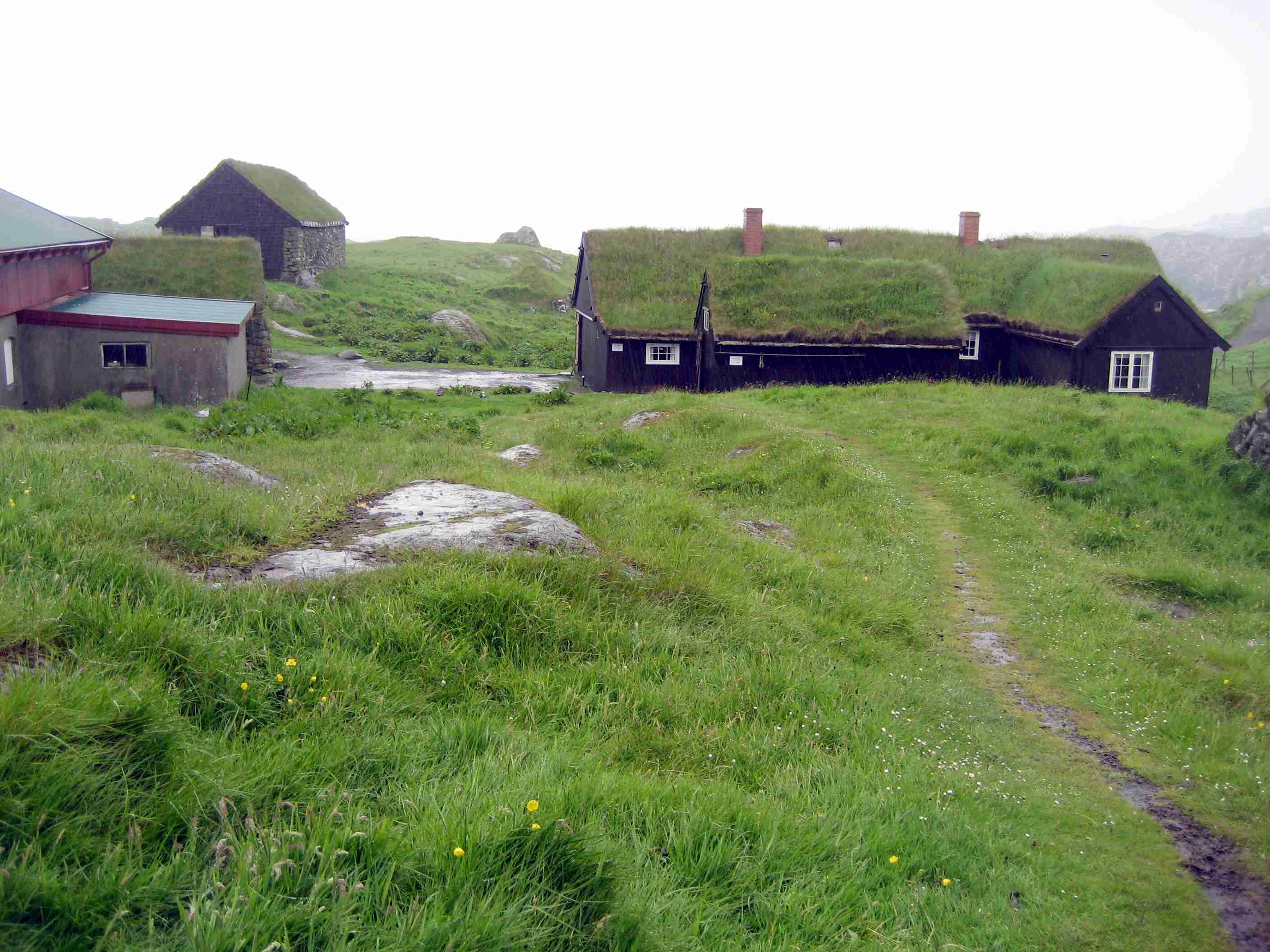
Das Freilichtmuseum

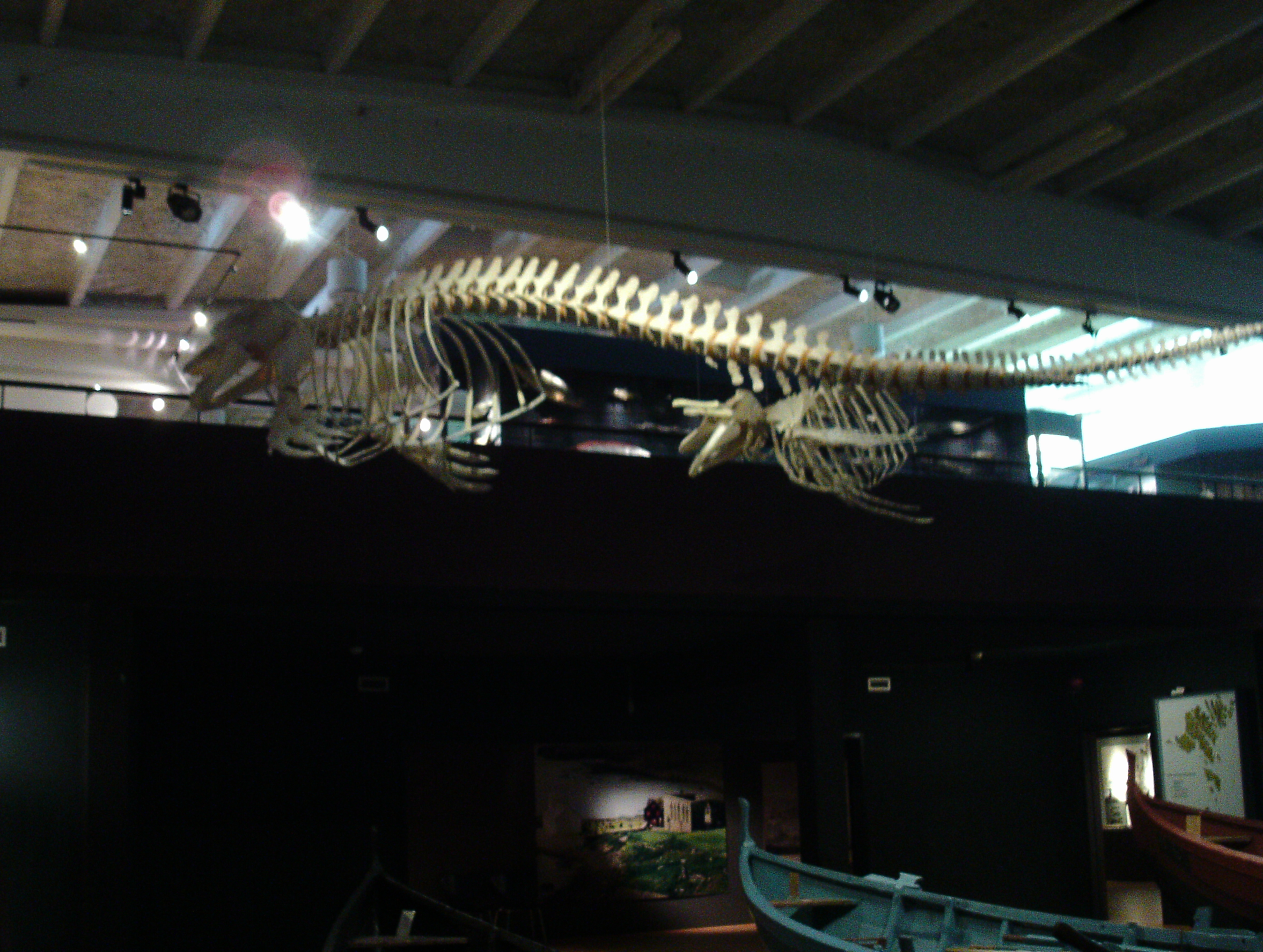
Ausstellungsraum des Museums

Føroya Fornminnisavn ist das Historische Museum der Färöer und befindet sich im Nordosten der Hauptstadt Tórshavn.
Die Idee eines nationalen Geschichtsmuseums geht zurück auf Jóannes Patursson, der im Jahr 1890 diese Forderung erhob. Zur Ólavsøka 1898 wurde dann die Føroya Forngripagoymsla (Historische Sammlung der Färöer) gegründet. Dem Vorstand gehörten damals 18 Mann an. Rasmus Rasmussen erwies sich als der aktivste Förderer des Museums. 1916 wurde der Føroya Forngripafelag (Geschichtsverein der Färöer) gegründet. Ab 1928 wurde das Museum unter der Federführung von Mads Andreas Jacobsen und den Eheleuten Hans Andrias und Petra Djurhuus († 1975) reorganisiert. Der Politiker Andreas Weihe (1867–1946) erwies sich als wesentlicher Förderer in den 1930er Jahren. Ab den 1940er Jahren spielte der färöische Historiker Sverri Dahl (1910–1987) eine herausragende Rolle bei der Erforschung der Wikingerzeit auf den Färöern.
1952 schließlich wurde die Historische Sammlung zum Historischen Museum der Färöer erhoben, nachdem sich das Løgting diese Angelegenheit zu eigen machte.
Seit 1996 befindet sich das Museum in einem Neubau in Hoyvík, hat eine eigene Bibliothek, eine große Bootshalle mit färöischen Booten und ein Freilichtmuseum. Einer der größten Schätze des Museums ist der Münzfund von Sandur. Seit 2002 ist das Kirchengestühl von Kirkjubøur die Hauptattraktion, nachdem es von Dänemark an die Färöer zurückgegeben wurde.